# Нурда (деревня)
 Нурда  — деревня в Звениговском районе Республики Марий Эл. Входит в состав Шелангерского сельского поселения.

## География
Находится в южной части республики Марий Эл на расстоянии приблизительно 26 км по прямой на север-северо-восток от районного центра города Звенигово.

## История
Основана в 1934 году. В 1941 здесь уже было 38 дворов. Работала начальная школа. К 1990 году в деревне оставалось 18 дворов. В советское время работал колхоз «Нурда».

## Население
Население составляло 20 человека (мари 90 %) в 2002 году, 20 в 2010.